# Conigliera
La conigliera è una struttura destinata al ricovero e/o all'allevamento dei conigli.

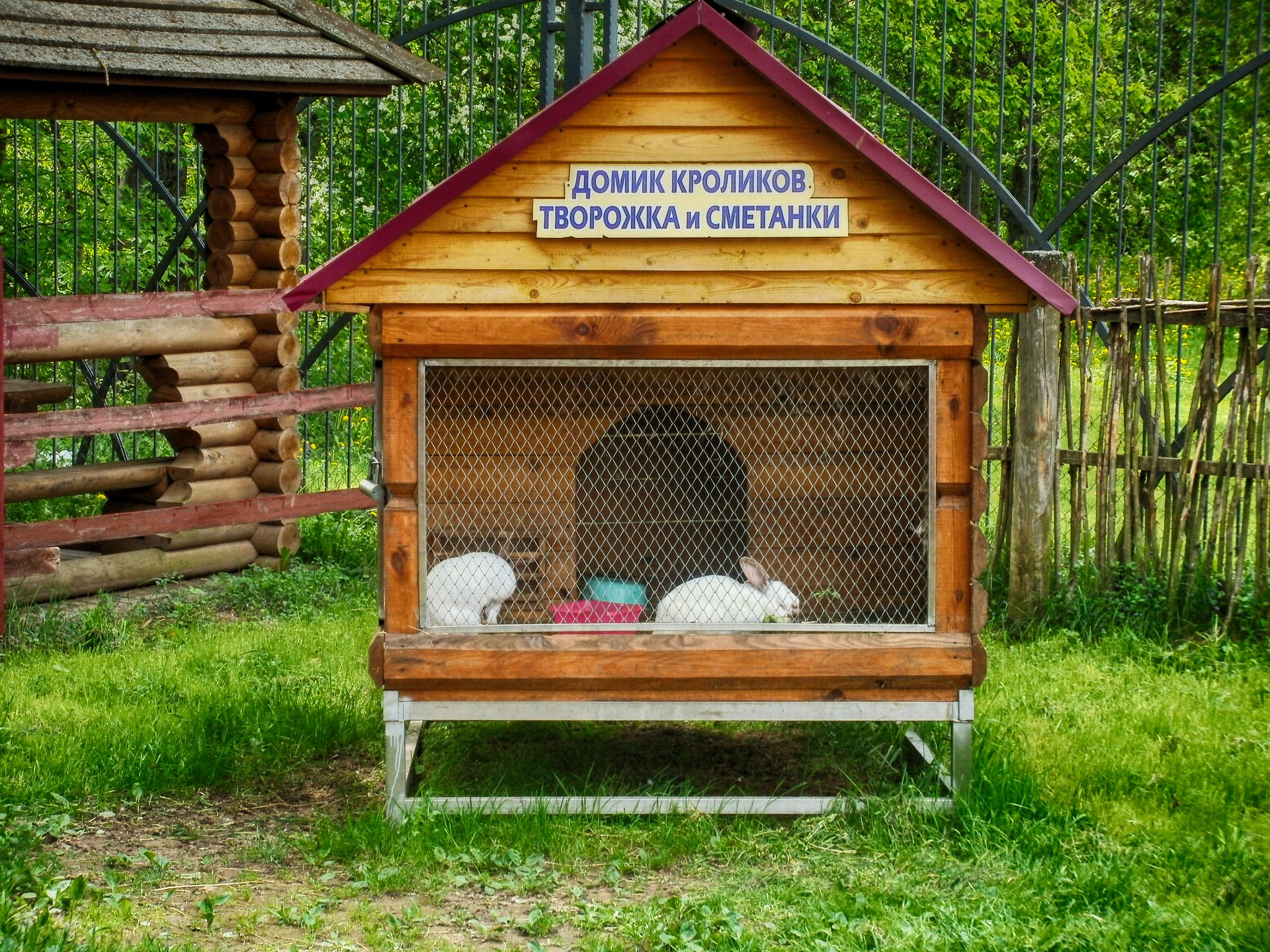
Una conigliera domestica

## Descrizione
L'allevamento in conigliera cominciò nel XVI secolo e le prime conigliere consistevano in piccole capanne di legno destinate al ricovero degli animali.
Nei moderni allevamenti familiari, i conigli vengono allevati all'aperto o al chiuso. Nel primo caso, la conigliera può consistere in una o più gabbie appoggiate al muro di un fabbricato e ricoperte da una tettoia fissata allo stesso muro; nel secondo caso, la conigliera consiste in una piccola capanna con il pavimento forato e sollevato dal terreno, in modo da favorire lo smaltimento delle deiezioni.
Oggi la forma di allevamento prevalente è quella industriale. In questo tipo di allevamento, i conigli vengono generalmente allevati al chiuso, in gabbie poste all'interno di capannoni rettangolari in muratura, già esistenti o costruiti ad hoc. Le gabbie sono disposte in fila lungo le pareti maggiori; lo spazio al centro del capannone viene lasciato libero per realizzare la corsia di servizio. Il capannone è generalmente diviso in tre settori: il magazzino; la sala parto, con le gabbie per le femmine gravide; la sala ingrasso, con le gabbie per i conigli all'ingrasso. Le gabbie delle femmine sono più grandi e sono munite di un nido mobile, costituito da una cassetta con un'apertura di piccole dimensioni, realizzata in modo da impedire che la madre trascini con sé qualche piccolo coniglietto quando esce dal nido. Il nido viene collocato nella gabbia una settimana prima del parto e viene tolto circa un mese dopo la nascita dei piccoli.
L'allevamento può svilupparsi in orizzontale (con le gabbie disposte in un solo piano) o in (verticale (con le gabbie disposte in due o tre ripiani sovrapposti). Le gabbie sono dotate di pavimento fessurato per la raccolta delle deiezioni; nell'allevamento in orizzontale, le deiezioni cadono direttamente sul pavimento, da cui vengono rimosse con il lavaggio o con raschiatori, mentre nell'allevamento in verticale cadono su tavole inclinate disposte sotto le gabbie. Le urine vengono invece raccolte mediante canalette di scolo. Le gabbie sono munite di abbeveratoio e mangiatoie (tramoggia per i cereali e i mangimi concentrati, rastrelliera per il fieno).
Nei locali di ricovero bisogna assicurare adeguata temperatura, umidità e illuminazione e curare adeguatamente il ricambio d'aria, in modo da evitare sia l'aria viziata che le correnti d'aria. È importante curare l'igiene e la pulizia dei locali, in modo da evitare di favorire epidemie.